# Felton Spencer
Felton LaFrance Spencer (ur. 5 stycznia 1968 w Louisville, zm. 12 marca 2023 tamże) – amerykański koszykarz, występujący na pozycji środkowego.

## Osiągnięcia
NCAA
- Uczestnik rozgrywek:
  - Sweet Sixteen turnieju NCAA (1988, 1989)
  - turnieju NCAA (1988–1990)
- Mistrz:
  - turnieju konferencji konferencji Atlantic Coast (ACC – 1988–1990)
  - sezonu zasadniczego ACC (1987, 1988, 1990)
- Zaliczony do I składu konferencji Metro Conference (1990)

NBA
- Zaliczony do składu II składu debiutantów NBA (1991)[2]